# Voll verzuckert
Voll verzuckert ist ein Dokumentarfilm des australischen Regisseurs Damon Gameau, der den Konsum von Haushaltszucker kritisiert und als wichtige Ursache für das in Australien weit verbreitete starke Übergewicht darstellt. 2015 startete der Film in Deutschland.

## Inhalt
Für seinen Film setzte sich Gameau anlässlich der Schwangerschaft seiner Lebenspartnerin einem Selbstversuch aus: Er nahm 60 Tage lang über handelsübliche und bevorzugt fettreduzierte Nahrungsmittel täglich 200 g Zucker zu sich, was dem australischen Durchschnittsverbrauch entspricht. Dabei verzichtete er auf Fast Food und betrieb weiterhin Sport – so gesehen lebte er also recht gesundheitsbewusst.
Der Film zeigt seine Vorbereitungen auf das Experiment und dessen Folgen, so zum Beispiel Untersuchungen bei einem Arzt und seine Gespräche mit einer Ernährungsberaterin; bei seiner Ernährung, obwohl verbunden mit Sport, lassen gesundheitliche Probleme nicht lange auf sich warten. Nach den 60 Tagen hat Gameau 8,5 kg zugenommen, das Körperfett ist um 7 % angewachsen und seine Taille um 10 cm angeschwollen.
Weiterhin berichtet Gameau über generelle Folgen des übermäßigen Zuckerkonsums, sowohl gesundheitlicher als auch gesellschaftlicher Art, indem er die Situation von Aborigines veranschaulicht, die durch zwanghaften und unkontrollierten Zuckerkonsum Nierenversagen erleiden. Weiterhin reist er in die USA und wird Zeuge wie einem chronischen Mountain-Dew-Konsumenten alle Zähne gezogen werden.
Im Film wird auch ein Begriff aus der Lebensmittelindustrie erwähnt, der die optimale Zusammensetzung eines industriell gefertigten Produkts beschreibt: Ist der sogenannte „Glückspunkt“ erreicht, soll das Lebensmittel besonders gut schmecken, ungeachtet seiner Inhaltsstoffe. Pionierarbeit auf diesem Gebiet leistete der US-amerikanische Marktforscher und Psychophysiker Howard Moskowitz.
Am Ende des Films ersetzt Gameau den Zucker durch gesunde Fette und baut seine Speckrollen wieder ab.

## Sonstiges
In der Doku treten unter anderem Hugh Jackman, Stephen Fry, Isabel Lucas, Brenton Thwaites und Gary Taubes in Gastrollen auf.